# Муцу (сорт яблони)
«Муцу» (яп. 睦奥 ムツ муцу), также — «Мутцу», «Криспин» ('Crispin') — сорт яблони. Предполагается, что он был получен в результате скрещивания между «Голден Делишес» и индо-японского сорта яблок.
Сорт назван по имени японской провинции Муцу, где был впервые выведен в 1948 году.

## Характеристика сорта
Съемная зрелость наступает с 15—20 октября. Плоды хранятся около 260 дней. Дерево среднерослое, устойчивость к болезням высокая. Высокоурожайное.  Светло-желтые крупные плоды 200—280 г. Кисло-сладкий вкус. Из светлых плодов этот сорт один из самых лучших.